# 格林布什 (明尼蘇達州)
格林布什（英語：Greenbush）是一個位於美國明尼蘇達州羅索縣的城市。

## 人口
根據2020年美國人口普查的數據，格林布什的面積為3.98平方千米，皆為陸地。當地共有人口682人，而人口密度為每平方千米171人。